# Maimouna Barry Baldé

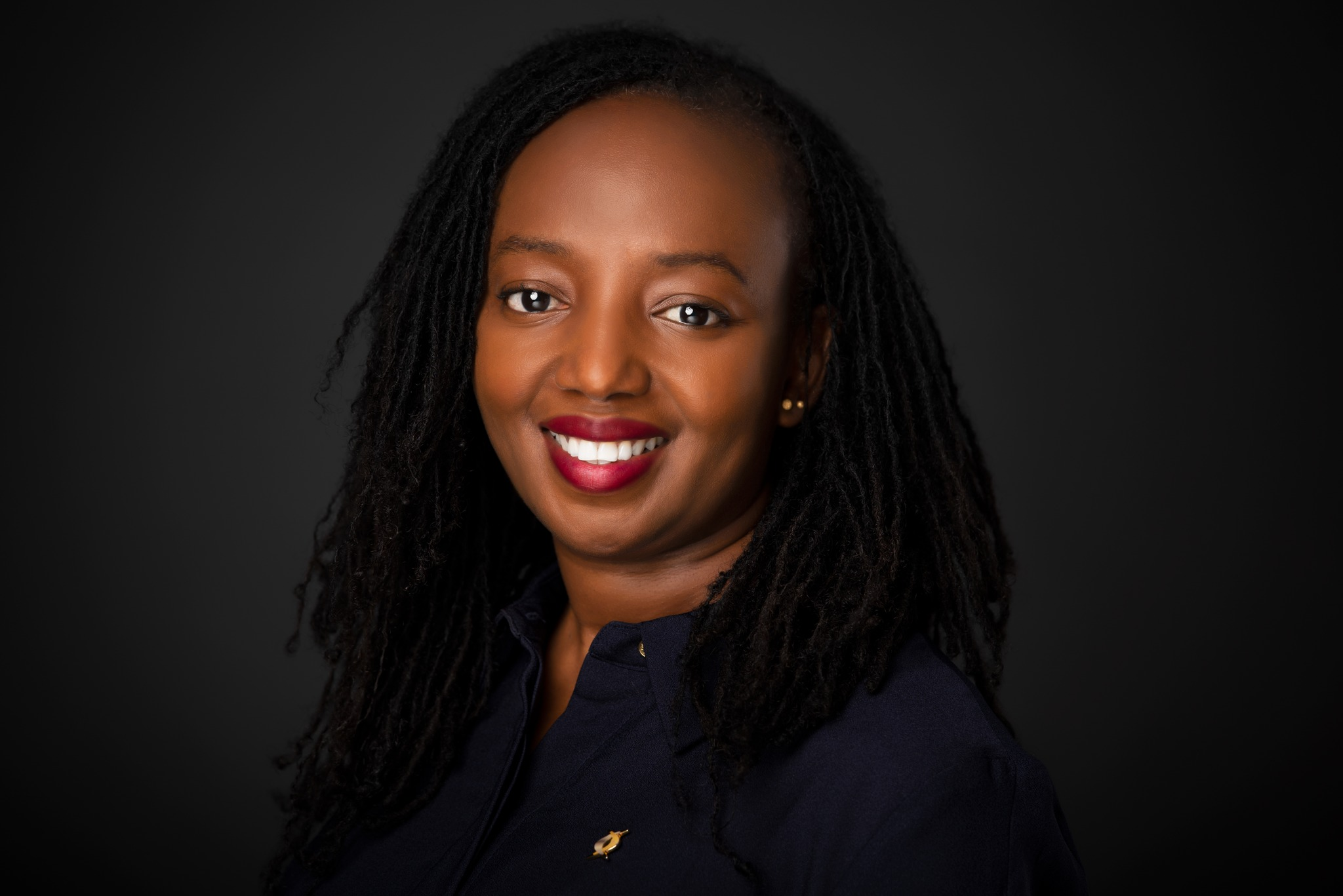
Maïmouna BARRY DIRECTEUR GENERAL

Pour les articles homonymes, voir Baldé.
Maimouna Barry Baldé, est une dirigeante d'entreprise dans le secteur financier banque et assurance.
Elle est la Directrice Générale de NSIA Assurances  et NSIA Vie assurances Guinée,.

## Biographie
Elle rejoint le bureau de PricewaterhouseCoopers en République Démocratique du Congo en mars 2007 où elle continue sa carrière en audit financier, l’amenant à se spécialiser dans le secteur Banques et Microfinances. 
En 2010, le groupe Bank Of Africa décide d’ouvrir une filiale en République Démocratique du Congo, le cabinet Price Waterhouse Cooper est désigné commissaire aux comptes et Mme BALDE Maïmouna BARRY est chargée de la mission, très vite son professionnalisme et son dynamisme marquent les Dirigeants du Groupe Bank Of Africa qui lui font appel pour le poste de Directeur  Administratif et Financier pour leur  nouvelle filiale , un poste qui l’amène à mettre en place les différents outils de pilotage à la fois dans le contrôle de gestion, l’administration et la comptabilité . 
Sa capacité d’adaptation est aussi remarquée par les administrateurs de la BOA-RDC qui lui confient également le rôle de Secrétaire du conseil d’administration. 
Ce profit fort intéressant n’a pas échappé aux dirigeants du Groupe NSIA qui lui confit le 1er juillet 2015, le poste de Directeur Général Adjoin de la filiale Guinéenne. 
Nommée en juillet 2019, Project Manager pour la création de la filiale VIE en Guinee, elle mène les travaux avec succès qui ont conduit à la création de la filiale NSIA VIE Assurances le 30 septembre 2019. 
A la même date, le Conseil d’administration la nomme Directeur General de NSIA VIE Assurances. 